# Nigel Godrich

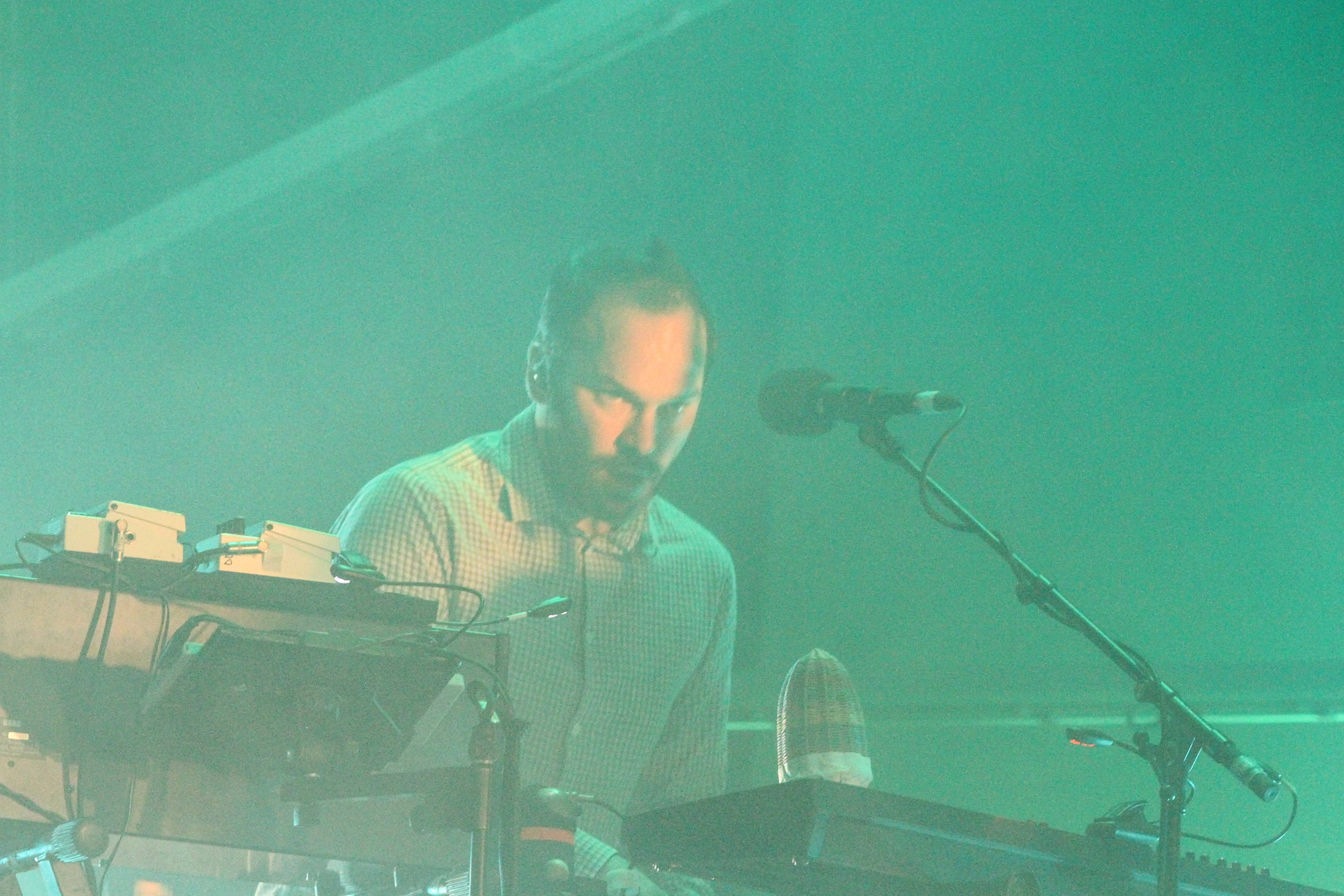
Nigel Godrich (2013)

Nigel Timothy Godrich (* 28. Februar 1971) ist ein englischer Musikproduzent, der vor allem durch seine Arbeit mit der Band Radiohead bekannt wurde.
Nachdem er bereits auf der EP My Iron Lung und dem Album The Bends als Toningenieur und teilweise als Produzent tätig gewesen war, war OK Computer (1997) das erste komplett von ihm produzierte Album. Seitdem hat er jedes Radiohead-Album produziert und wird aufgrund seines großen Einflusses auf den Klang und die Entwicklung der Band als das sechste Radiohead-Mitglied bezeichnet.
Als Produzent und Toningenieur war er außerdem u. a. für Travis, Beck, Pavement, Air, Neil Finn, Natalie Imbruglia, Silver Sun, The Sundays, U2, The Beta Band und R.E.M. tätig. 2005 produzierte er das von der Kritik hochgelobte Album Chaos and Creation in the Backyard von Sir Paul McCartney.
Im Jahr 2004 produzierte er die Wohltätigkeitssingle Band Aid 20. Außerdem wirkte er in der Comicverfilmung Scott Pilgrim gegen den Rest der Welt mit. Seit 2009 spielt er in der „Supergroup“ Atoms for Peace, deren Debütalbum Amok 2013 erschien.
Godrich produzierte das Album Is This The Life We Really Want? von Roger Waters, das im Juni 2017, 25 Jahre nach seinem letzten Studioalbum, erschien. Er war zudem für die Arrangements und Soundcollagen verantwortlich und spielte bei einigen Liedern Keyboards und Gitarre ein.

## Auszeichnungen
- 2001: Grammy Award für das beste Alternative-Album für Kid A[2]
- 2004: Grammy Award für das bestabgemischte nicht-klassische Album für Hail to the Thief[2]
- 2009: Grammy Award für das beste Alternative-Album für In Rainbows[2]